# 孔璲之
孔璲之，字藏晖，孔子三十五代孙。
曾任通直郎，开元五年（717年）袭封褒圣侯，授国子监四门博士、邠王府文学。开元二十七年（739年）唐玄宗追赠孔子为文宣王，改封孔璲之为文宣公、兖州长史、调任都水使者，食邑一千户。